# Цмин армянский
Цмин армянский, или Бессмертник армянский (лат. Helichrysum armenium), или по устаревшей классификации Бессмертник волнистый — многолетнее травянистое растение, вид рода Цмин (Helichrysum) семейства Астровые (Asteraceae).

## Распространение и экология
Ареал вида охватывает Малую Азию, Закавказье и Иран.
Произрастает на сухих скалистых местах субальпийского и альпийского поясов.

## Ботаническое описание
Корень толстый, толщиной до 10—12 мм, деревянистый, расщепляющийся на волокна, глубоко уходящий в землю, в верхней части сильно разветвлённый, выпускающий значительное число укороченных бесплодных побегов и цветущих стеблей, у основания которых, чаще всего, заметны остатки прошлогодних листьев. Цветущие стебли прямостоящие, простые, высотой 25—30 см, у основания древеснеющие, непосредственно под соцветием плотно серо-войлочные, ниже со значительно более скудным, паутинисто-шерстистым или хлопьевидным опушением.
Листья бесплодных побегов линейно-лопатчатые с пластинкой, оттянутой в черешок. Листья цветущих стеблей обычно короче, линейные или ланцетовидно-линейные, заострённые, постепенно кверху уменьшающиеся, опушённые чаще по краю и средней жилке, в остальной части седоватые или почти голые.
Корзинки 20—30-цветковые, почти шаровидные, широкоцилиндрические или обратно-округло-конические, длиной 7 мм, шириной 6—9 мм, расположенные по 10—25 (иногда от 5 до 70) в верхушечном щитке. Листочков обёртки около 40—50, серно- или лимонно-жёлтых или жёлто-зеленоватых, иногда молочно-белых, блестящих, расположенных в 6—7 рядов, с внешней стороны паутинисто-опушённых; самые наружные эллиптические, немногочисленные, примерно вдвое короче внутренних продолговато-лопатчатых.

## Таксономия
Вид Бессмертник армянский входит в род Бессмертник (Helichrysum) трибы Gnaphalieae подсемейства Астровые (Asteroideae) семейства Астровые (Asteraceae) порядка Астроцветные (Asterales).
|  |                                      |  |                                                              |                                                              |                    |  | ещё 12 семейств (согласно Системе APG III) | ещё 12 семейств (согласно Системе APG III)    |                                               |  |  |  | ещё 20 триб (согласно Системе APG III)         | ещё 20 триб (согласно Системе APG III)         |  |  |  |  | ещё от 500 до 600 видов | ещё от 500 до 600 видов |
|  |                                      |  |                                                              |                                                              |                    |  | ещё 12 семейств (согласно Системе APG III) | ещё 12 семейств (согласно Системе APG III)    |                                               |  |  |  | ещё 20 триб (согласно Системе APG III)         | ещё 20 триб (согласно Системе APG III)         |  |  |  |  | ещё от 500 до 600 видов | ещё от 500 до 600 видов |
|  |                                      |  |                                                              | порядок Астроцветные                                         |                    |  |                                            |                                               | подсемейство Астровые                         |  |  |  |                                                | род Бессмертник                                |  |  |  |  |                         |                         |
|  |                                      |  |                                                              | порядок Астроцветные                                         |                    |  |                                            |                                               | подсемейство Астровые                         |  |  |  |                                                | род Бессмертник                                |  |  |  |  |                         |                         |
|  | отдел Цветковые, или Покрытосеменные |  |                                                              |                                                              | семейство Астровые |  |                                            |                                               | триба Gnaphalieae                             |  |  |  | вид Бессмертник армянский                      |                                                |  |  |  |  |                         |                         |
|  | отдел Цветковые, или Покрытосеменные |  |                                                              |                                                              |                    |  |                                            |                                               |                                               |  |  |  |                                                |                                                |  |  |  |  |                         |                         |
|  |                                      |  | ещё 44 порядка цветковых растений (согласно Системе APG III) | ещё 44 порядка цветковых растений (согласно Системе APG III) |                    |  |                                            | ещё 11 подсемейств (согласно Системе APG III) | ещё 11 подсемейств (согласно Системе APG III) |  |  |  | ещё более 130 родов (согласно Системе APG III) | ещё более 130 родов (согласно Системе APG III) |  |  |  |  |                         |                         |
|  |                                      |  |                                                              | ещё 44 порядка цветковых растений (согласно Системе APG III) |                    |  |                                            |                                               | ещё 11 подсемейств (согласно Системе APG III) |  |  |  |                                                | ещё более 130 родов (согласно Системе APG III) |  |  |  |  |                         |                         |